# Suzanne Kricq
Suzanne Kricq, née Marguerite Suzanne Françoise Farnier le 11 juillet 1900 à Toul et décédée le 3 juin 1944 à Saint-Dizier-l'Évêque, dite Régina, est une résistante française durant la Seconde Guerre mondiale.

## Biographie

### Jeunesse
Fille de François Farnier, adjudant-chef dans un régiment d'infanterie du Toulois, et de Justine Joséphine Émilie Colère, commerçante à Toul, Marguerite Suzanne Françoise Farnier naît le 11 juillet 1900 à Toul. Ses trois frères et elle connaissent une enfance heureuse et sont éduqués selon les ferventes faveurs patriotiques de ce début de siècle.
En 1911, leur mère décède, puis leur père l'année suivante. Les quatre enfants sont alors séparés, répartis chez leurs oncles et tantes. À quatorze ans, Suzanne choisit de quitter sa famille d'adoption pour se joindre à une troupe de forains où elle apprend la cartomancie.
En 1914, un de ses frères meurt au combat. En 1918, elle devient infirmière volontaire à l'hôpital américain n°18, à Bazoilles-sur-Meuse, près de Neufchâteau. Elle y apprend à cette occasion la langue anglaise.

### L'entre-deux-guerres

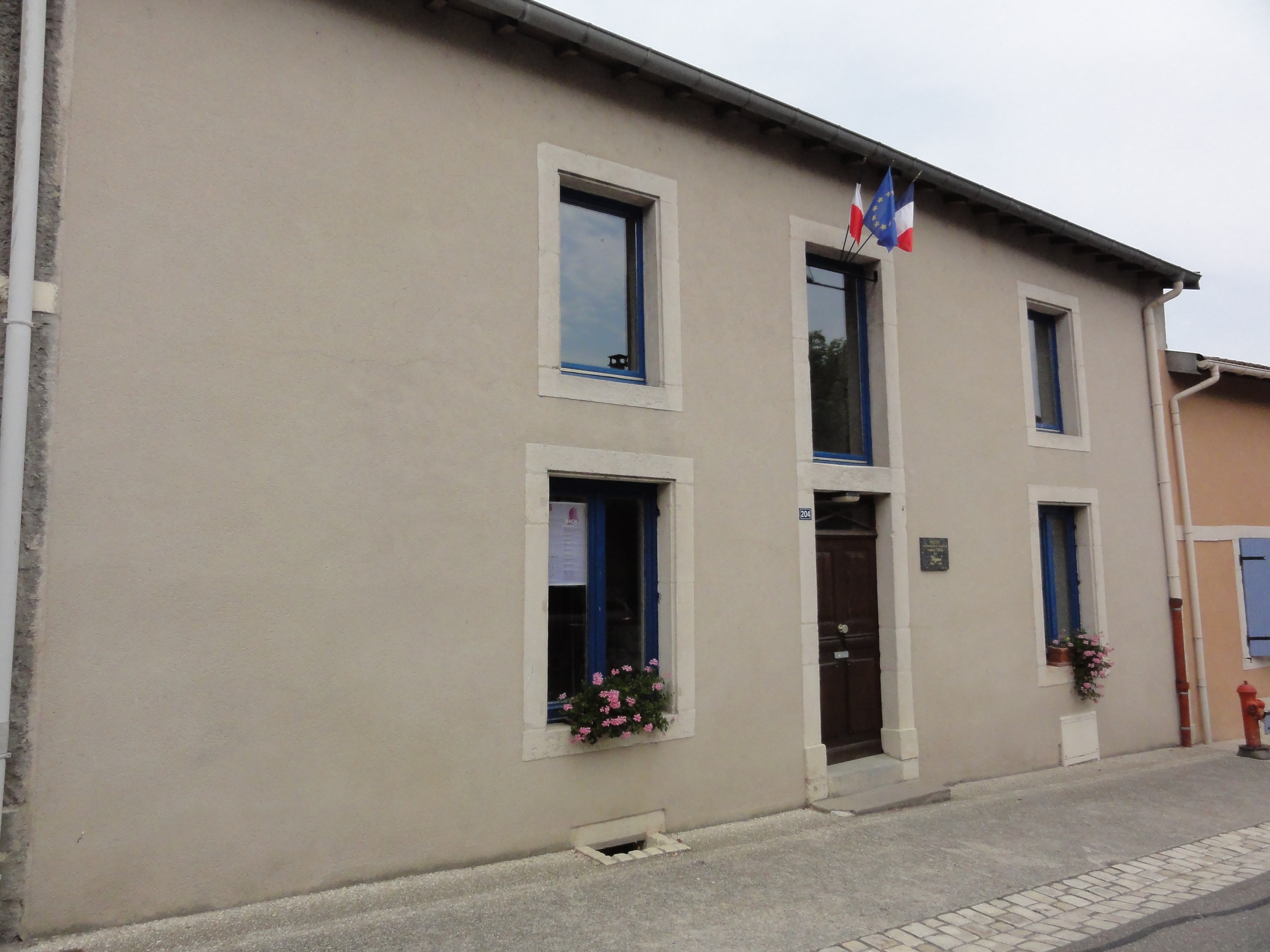
Maison Suzanne Kricq à Pagney-derrière-Barine.

En 1922, elle donne naissance à un garçon qu'elle prénomme Jacques et travaille à la gare de Thiaucourt. Elle y fait la rencontre d'Ernest Kricq, originaire de Pagney-derrière-Barine, et l'épouse en 1925. Ils s'installent à Pagney et de cette union naît une fille, Michèle le 31 janvier 1929. Mais Ernest se blesse gravement et ne peut plus travailler pendant deux ans. Suzanne doit ainsi subvenir seule aux besoins de la famille. Elle dispense de nombreux soins gratuitement mais reçoit souvent quelques générosités en retour. Elle continue son activité de cartomancienne dans un petit appartement nancéien qu'elle loue et se fait connaître sous le nom de « Réginald Wallis ». L'argent que lui procure cette fonction lui sert à venir en aide aux indigents.

### Entrée dans la résistance
Lorsqu'éclate la Seconde Guerre mondiale, elle refuse de quitter Toul et continue à assister les gens en aidant ceux qui fuient la guerre à trouver de quoi se nourrir et se loger.
Le 15 juin, elle incite son fils à gagner l'Algérie pour s'engager dans les rangs du 9e régiment de Zouaves.
Elle commence par aider les soldats prisonniers, encasernés en attendant d'être en camp de prisonniers de guerre en Allemagne. Elle leur fournit illégalement des produits de première nécessité et des cigarettes. Lorsqu'en 1941 le camp d'Écrouves devient un camp d'internement pour ceux qui sont arrêtés par les collaborationnistes, elle continue d'agir sous couvert du Secours national où elle a obtenu une carte d'infirmière bénévole avec l'aide de M. Brisson, maire de Pagney. Ce dernier lui offre un accès aux camps sans être fouillée et obtient un laissez-passer de la Kommandantur qui lui permet de se déplacer librement au sein du territoire français. 
Elle rejoint le "Mouvement Lorraine". Son mari accueille et cache des prisonniers évadés, des réfractaires au STO, des résistants, des parachutistes et aviateurs alliés que Suzanne Kricq fait ensuite passer en Suisse et en zone libre par train, avec l'aide d'employés à la gare de Toul, tout en leur fournissant des faux-papiers et des vêtements.
Elle cache et héberge plusieurs familles juives dans son petit appartement à Nancy.

### Régina
De par sa possibilité à se déplacer librement en France et par ses nombreuses connaissances dans les milieux ferroviaires et postaux, elle est promptement sollicitée par la Résistance pour fournir des informations sur les effectifs ennemis et sur leurs faits et gestes. Elle rejoint les réseaux « Bruno » et F2, chargés de recherches et renseignements, et adopte le pseudonyme de Régina.
Suzanne continue son activité de liseuse de cartes et opère à Verdun en plus de Nancy. Cette activité lui permet de s'informer et de renseigner sans éveiller de soupçon.
Elle a des contacts en Suisse, à Porrentruy et à Bure où elle se rend régulièrement avec ses passeurs, les frères Couchot, en passant par Delle, Glaire-Brémoncourt ou Beaucourt pour y retrouver le commandant Pourchaud, un attaché militaire français, et monsieur « Appenzeller », un attaché militaire polonais.
Ses compagnons d'armes la surnomme la « panthère » en raison de son courage, de son audace, de sa détermination, de son esprit rusé et de sa chevelure brune.

### Décès
En avril 1944, alors qu'elle s'apprête à franchir de nouveau la frontière franco-suisse pour y acheminer des documents, la famille qui l'hébergeait à la ferme des Champs-Houdin est arrêtée. Elle doit donc changer ses plans et passer par un autre chemin.
Quand on lui recommande la prudence, elle répond : « Que voulez-vous ? Je suis soldat, je mourrai en soldat. » Et lorsqu'un aviateur qu'elle a aidé à passer en Suisse lui demande de rester, elle réplique : « Mon petit, il faut que je rentre. J'en ai d'autres à sauver. » Elle confie cependant à Pierre Mathy, un des chefs de la Résistance touloise, que « ça ne tourne pas rond. Je les sens qui me traquent. J'en aurai bientôt une dans la peau mais je suis contente car je les ai bien eus pendant des années. »
Le 3 juin, alors qu'elle s'apprête à se rendre en Suisse avec les frères Couchot pour transmettre des documents relatifs au débarquement prochain, ils sont repérés par une patrouille allemande à Saint-Dizier-l'Évêque, à quelques centaines de mètres de la frontière. Elle est abattue par une rafale de mitraillette et succombe dans les heures qui suivent. L'un des frères parvient à s'enfuir avec les documents pendant que le second, s'étant caché dans un arbre, est flairé par les chiens ; il est fouillé, arrêté et déporté vers l'Allemagne dont il revient vivant à la fin de la guerre. N'ayant trouvé aucun papier sur le corps de la défunte, les soldats allemands croient dans un premier temps avoir affaire à un simple couple de contrebandiers.
Trois jours plus tard a lieu le Débarquement en Normandie des forces alliées.

## Famille
Son époux est mobilisé à l'entrée en guerre et demeure prisonnier jusqu'en avril 1941. Lorsqu'il apprend la disparition de sa femme, il refuse de se rendre en Suisse et continue à lutter dans la région.
À la suite de l'identification du corps de Suzanne Kricq par les services de renseignements allemands, des agents de la Gestapo se présentent à son domicile le 1er juillet et demandent à Ernest de les suivre. Il réussit à s'enfuir et rejoint le maquis de Pont-à-Mousson où il lutte jusqu'à l'arrivée des forces alliées en septembre 1944. Leur fille, Michèle, est arrêtée et conduite à la prison Charles III à Nancy. Elle est de nombreuses fois interrogée au siège local de la Gestapo mais ne révèle rien de ce qu'elle sait malgré les mauvais traitements et les privations qu'on lui fait subir. Les agents pensent alors qu'elle n'en sait peut-être pas davantage. Comme les troupes alliées approchent de la Lorraine, les Allemands décident de transporter les prisonniers de Charles III vers le camp de concentration de Ravensbrück. Le 15 août 1944, alors que les prisonniers montent dans les camions à destination de Ravensbrück, un soldat allemand la rappelle, la Croix Rouge étant intervenue en sa faveur, arguant qu'elle n'est âgé que de seize ans et, n'étant pas juive, il n'y a aucune raison à ce qu'elle soit déportée. Elle reste donc à Charles III jusqu'à l'arrivée des Américains dans Nancy, le 15 septembre 1944. À la Libération, elle retrouve son père à Pagney et leur demeure, détruite et pillée.
Bien qu'encore adolescente, Michèle suppléait sa mère lorsque celle-ci n'était pas disponible et aidait les évadés, qui la connaissaient et faisaient parfois appel à elle.
Son fils, Jacques, a contribué à la Libération en participant aux campagnes de Tunisie, de Sicile, de Corse, de l'île d'Elbe, ainsi qu'à celles de France et d'Allemagne.

## Honneurs et postérité

### Distinctions
- Médaille de la Résistance française à titre posthume (décret du 24 avril 1946)
- Médaille de la Liberté (États-Unis) par le président des États-Unis, Eisenhower
- King's Commendation for Brave Conduct de la part de George VI d'Angleterre
- Reconnue Morte pour la France
- Homologuée à titre posthume au grade de sous-lieutenant des Forces françaises combattantes.

### Hommages
Après la guerre son corps est rapatrié à Pagney-derrière-Barine dont la rue principale est rebaptisée en son honneur Rue Régina Kricq et l'école primaire École Regina Kricq (rebaptisée le 8 mai 2015 en École Suzanne Kricq). La ville de Toul a aussi sa Rue Régina Kricq et la commune de Viterne sa Rue Suzanne Kricq.  
Le nom de Suzanne Kricq est inscrit sur le Mémorial national des Services Spéciaux de la Défense de Ramatuelle (Var), inauguré le 3 mai 1959.
En 1959, les troupes américaines présentes en France sous les ordres de l'OTAN nomment « Régina village » un lotissement militaire situé à l'entrée de Toul et y érigent une stèle à sa mémoire.
Le 4 septembre 2014, la ville de Toul et le député Dominique Potier reçurent la visite du Premier ministre Manuel Valls et de la ministre de l'Éducation nationale Najat Vallaud-Belkacem à l'occasion d'une journée commémorative en l'honneur de Suzanne Kricq.
On estime qu'elle aurait aidé ou sauvé 2 541 personnes au cours de la guerre,.

## Sources
- Biographie de Suzanne Kricq
- Jean Medrala (dir.). La Résistance polonaise en France. DVD-ROM. Société historique et littéraire polonaise et Association Expositions de Résistance Intérieure, 2013.